# Domus di Giove Fulminatore
La domus di Giove fulminatore è una domus romana situata nella regio quarta della città romana di Ostia, poco prima dell'incrocio tra il cardine massimo e la via del Tempio rotondo.

## Descrizione
Con i suoi oltre 600 mq, una delle domus più grandi di Ostia, doveva appartenere ad una famiglia importante; si tratta di un raro caso di domus ad atrio centrale tuscanico d'impianto repubblicano, conservatasi, senza sostanziali modifiche, fino alla tarda età imperiale. Lo scavo della domus, che si trova vicino alla domus della Nicchia a mosaico, iniziò nel 1923 e fu completato nel 1940.
Il nome moderno le deriva dall'iscrizione greca ancora visibile in un piccolo altare di marmo, situato nel tablinio (sala da pranzo): ΔΙΙ / ΚΑΤΑΙ / ΒΑΤΗΙ, ossia "A Giove Discendente (con fulmini e tuoni)".
L'analisi tecnica delle strutture superstiti consente di individuare almeno sei fasi costruttive cronologicamente successive, collocate tra la metà del II secolo a.C. e il V secolo d.C.. Le fasi corrispondono a quelle della vicina domus della Nicchia a mosaico, con la quale potrebbe quindi avere un legame più stretto della semplice contiguità topografica.
L'edificio si caratterizza per l'atrio, a cui si accedeva da un ingresso ed avanti ingresso, posto tra due botteghe; sul pavimento dell'avanti ingresso, un mosaico bianco e nero con un fallo apotropaico. Nell'atrio di circa 120 mq, si trova un impluvium in marmo, con il bordo decorato con un mosaico di triangoli neri. Intorno all'atrio alcuni cubicula.